# Бусакети-Виналди (Мантова)
Бусакети-Виналди је насеље у Италији у округу Мантова, региону Ломбардија.
Према процени из 2011. у насељу је живело 93 становника. Насеље се налази на надморској висини од 97 м.